# VoWi 12–16
Die Lokomotiven VoWi 12–16 der Vorortbahn Wilhelmshaven (VoWi) waren Personenzug-Tenderlokomotiven, die 1940 und 1941 von der Lokomotivfabrik Jung gebaut wurden.
Die Lokomotiven wurden bis 1964 eingesetzt. Danach wurden alle verschrottet.

## Geschichte
Bei der Bahn der Kriegsmarinewerft Wilhelmshaven hatte der Eisenbahnverkehr Ende der 1930er Jahre solche Ausmaße erreicht, dass größere Lokomotiven beschafft werden mussten. Bei der Lokomotivfabrik Jung wurden fünf Lokomotiven bestellt, die für den Güter- und Rangierdienst zu verwenden waren, aber auch im Berufsverkehr Personenzüge mit Lasten von 200 t mit 60 km/h zu befördern hatten. Die Achslast sollte maximal 16,5 t betragen, Wasser- und Kohlenvorräte sollten für längere Strecken ausreichend sein, es sollten Kurvenradien bis 90 m befahren werden können und der Radstand nicht über 7.500 mm betragen.
Die fünf Lokomotiven wurden 1940/1941 ausgeliefert. Nach dem Zweiten Weltkrieg liefen die Lokomotiven auf ihren angestammten Strecken, bis sie durch Verkehrsrückgang und Lieferung von Dieselfahrzeugen entbehrlich wurden. 1951 wurden vier Lokomotiven an Zechenbahnen in Nordrhein-Westfalen verkauft, wobei die ehemalige Lokomotiven 13 und 14 1951 bei Jung in Lokomotiven mit vier Antriebsachsen umgebaut wurden. 1959 wurde die Lok 16 ausgemustert, als letzte blieb die Lok 12 erhalten, die bis 1964 verkehrte. Sie wurde noch im gleichen Jahr ausgemustert und später verschrottet.

## Technik
Bei den Lokomotiven diente die dritte Achse als Antriebsachse. Sie hatten einen Kuppelraddurchmesser von 1100 mm. Der Rahmen war als Blechrahmen gestaltet. Vorn und hinten war jeweils eine Bisselachse in geschweißter Bauweise angeschlossen. Sie besaßen einen seitlichen Ausschlag von ±100 mm, die mittlere Kuppelachse besaß ein Seitenspiel von ±10 mm.
Der kurze Kessel hatte eine Stahl-Feuerbüchse. Zur Steuerung diente eine Heusinger-Steuerung, die Zylinder arbeiten mit Müller-Schieber. Zur Kesselspeisung dienten eine Strahlpumpe und ein Injektor. Aufgrund der bei der Bahn sehr günstigen Wasserqualität konnte auf eine Speisewasseraufbereitung verzichtet werden.
Durch die beengte Bauweise konnte die Druckluftbremse Bauart Knorr nur einseitig von hinten auf die Kuppelräder wirken, da die Zylinder sehr eng an die vordere Kuppelachse herangerückt waren. Obwohl die Laufachsen nicht abgebremst wurden, war die erforderliche Bremswirkung vorhanden.
Die Lokomotive besaßen einen Sandkasten mit vier Sandfallrohren je Triebwerksseite. Ein Abschlammventil Bauart Gestra war vorhanden sowie ein Druckluftläutewerk, Dampfheizeinrichtung und Radreifennäßeinrichtung. Die Beleuchtung erfolgte elektrisch mit einem Turbogenerator.